# 王長文
王長文（おう ちょうぶん、生没年不詳）は、中国の西晋の学者。字は徳睿。本貫は広漢郡郪県。

## 経歴
犍為郡太守の王顒の子として生まれた。若くして才能と学識で知られ、州府が召命を発したが官位に就かなかった。梁州別駕として召し出されたが、長文は庶民の服を着て逃げ出し、行方不明となった。後に成都の市中でうずくまって胡餅を囓っていた。『論語』の体裁を真似て『無名子』12篇を著し、『易経』に擬して『通玄経』4巻を作った。『通玄経』は揚雄の『太玄経』に並ぶ評価を当時に受けた。
太康年間、蜀で飢饉が起こると、官倉が開かれて食糧が貸しつけられた。長文は貧しい生活をしており、借りた量は多かったが、後になっても返さなかった。郡県の責めを受けて、益州に送られた。益州刺史の徐幹はかれを赦して咎めなかったが、長文は謝意を示さず立ち去った。後に成都王司馬穎に召し出されて光源県令となった。ある人が以前の志を変えて官に就いた意図を訊ねると、長文は親を養うためで、我が身のためではないと言い訳した。梁王司馬肜が丞相となると、長文はその下で従事中郎となった。
永康元年（300年）、賈謐らの一族を処断するにあたって、長文は司馬肜に従って功績を挙げ、関内侯に封じられた。長文が洛陽で外出するときには、白い毛織物を着て車に乗ったため、当時の人に珍しがられた。洛陽県令に任じられたが、固辞した。蜀郡太守に任じられたが、突然の病のため死去した。享年は64。

## 伝記資料
- 『晋書』巻82 列伝第52
- 『華陽国志』巻11